# Campiglossa trassaerti
Campiglossa trassaerti är en tvåvingeart som först beskrevs av Chen 1938.  Campiglossa trassaerti ingår i släktet Campiglossa och familjen borrflugor. Inga underarter finns listade.